# Bernhard Segesser von Brunegg
Bernhard Segesser von Brunegg (* um 1505 in Mellingen AG?; † 28. Oktober 1565 in Luzern?) war ein Schweizer Patrizier und Ministeriale.

## Leben
Bernhard Segesser von Brunegg stammte aus dem Schweizer Ministerialengeschlecht Segesser von Brunegg, das seinen Stammsitz in Mellingen im Kanton Aargau hatte. Er war ein Sohn des Mellinger Schultheissen Hans Ulrich III. Segesser, Mitherrn von Brunegg, und der Veronika von Silenen.
1523, am 7. März, wurde er als Junker mit Göslikon und Tägerig belehnt. 1531 urkundete er als Edelknecht. Von 1533 bis 1540 war er Schultheiss in Mellingen, 1531 Gesandter Mellingens zu den fünf katholischen Orten der Innerschweiz und von 1540 bis an sein Lebensende fürstbischöflich konstanzischer Obervogt zu Rötteln und Kaiserstuhl AG. 1548 belehnte ihn der Bischof von Konstanz mit Berken im Klettgau, das als Erblehen bis ins 19. Jahrhundert in der Familie verblieb. 1540, von 1551 bis 1553, 1556 und 1559 bis 1563 war er Gesandter des Bischofs bei den Eidgenossen. Seit 1553 war er Pfandherr auf Schloss Schwarzwasserstelz im Rhein. Das Historische Lexikon der Schweiz nennt ihn als „Exponenten der katholischen Seite in der Gegenreformation“.
1536 wurde ihm und seinen Söhnen aus der ersten Ehe mit Magdalena Nägeli das Ausburgerrecht von Luzern geschenkt, wodurch er zum Begründer der älteren Luzerner Linie der Familie wurde. Sein Sohn Ritter Hans Arnold III. erwarb 1553 das volle Bürgerrecht dieser Stadt. Bernhards Nachkommen aus der 1651 geschlossenen zweiten Ehe mit Anna Faber von Randeck erwarben 1566 ebenfalls das Bürgerrecht von Luzern, traten aber sukzessive in konstanzische, eichstädtische, kurbadische und kurbayerische Dienste. Diese sog. „Deutsche Linie“ erwarb 1635 (mit Bernhards Enkel Beat Jakob Segesser von Brunegg) die durch Erlöschen der jüngeren Luzerner Linie erledigte Erbschenkenwürde des Bistums Konstanz und 1723 den erblichen Reichs- und erbländischen Freiherrenstand. Sie erlosch 1812 im Mannesstamm mit dem Tod des königlich bayerischen Kämmerers und Oberststallmeisters Franz Christoph Segesser von Brunegg auf Notzing und in weiblicher Linie 1841 mit dessen Tochter, der Theresienordens-Ehrendame Caroline Wilhelmina, Freifrau von Washington.